# A capella

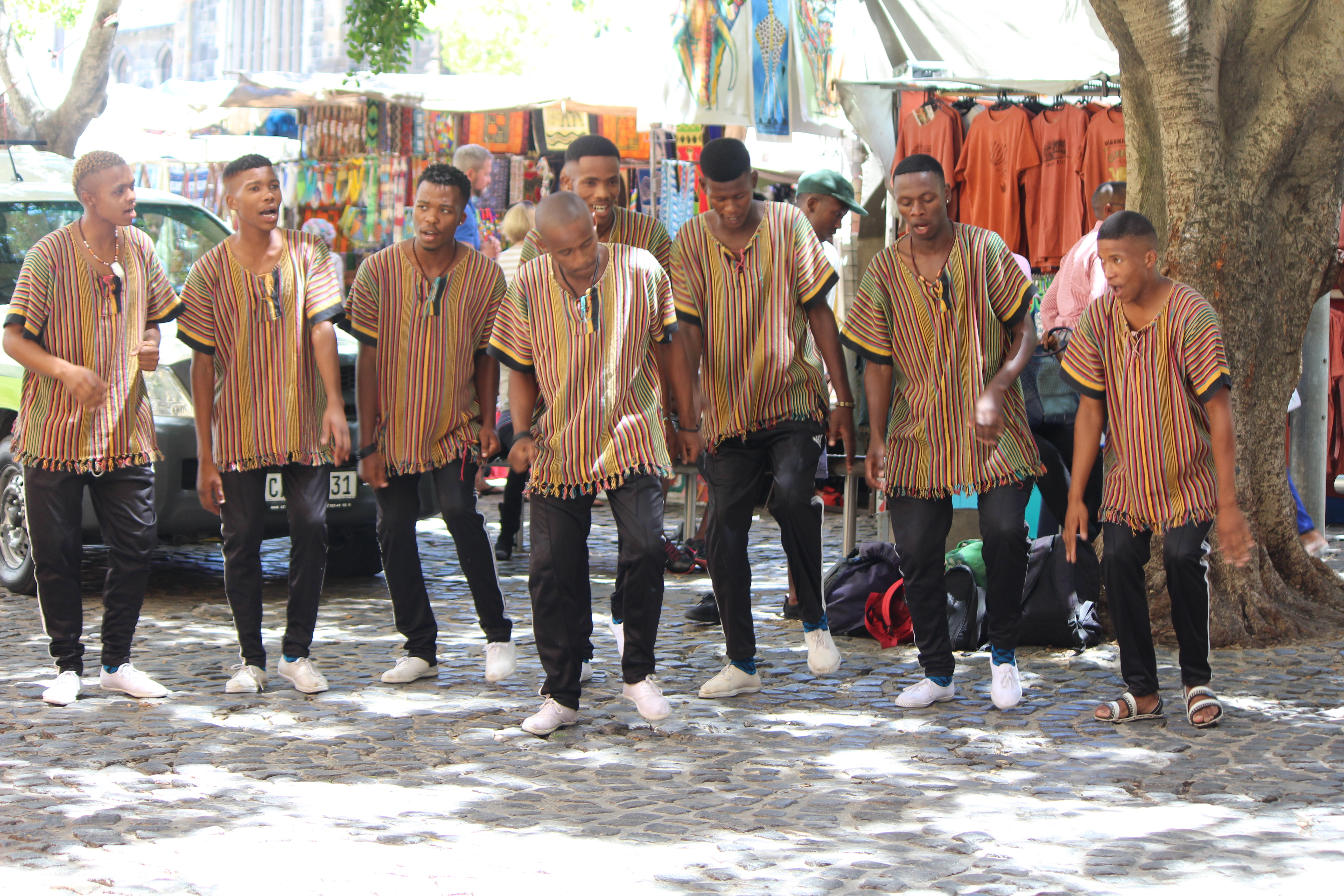
Een optreden van een groep a capella zangers op straat in Kaapstad

A capella (Italiaans: a cappella, van alla cappella, op de manier van de kapel) is een muziekterm voor zingen zonder instrumentale begeleiding, meestal door een koor.

## Geschiedenis
Het zingen a capella was tot in de 16e eeuw vooral gebruikelijk bij kerkmuziek ('muziek in de kapel') die toen gewoonlijk door koren werd uitgevoerd. Wanneer er al muziekinstrumenten meespeelden, ondersteunden deze slechts de vocale partijen.
Later werd het in de kerkmuziek gebruikelijk dat instrumenten eigen, zelfstandige partijen speelden. Toen ontstond de term 'a capella', aanvankelijk om de 'ouderwetse' kerkmuziek, die niet door zelfstandige instrumenten begeleid werd, aan te duiden. Later ging de oorspronkelijke betekenis van de term verloren en sindsdien betekent 'a capella' 'onbegeleide (koor)muziek'.
Tegenwoordig wordt de term 'a capella' tevens gebruikt voor vocale, instrumentloze, muziek, waaronder stijlen als dance en moderne pop/rock. Van singles bijvoorbeeld worden soms de uitsluitend vocale versies uitgebracht, speciaal bedoeld voor deejays en producenten om er hun eigen muziek aan toe te voegen.

## Betekenis en spelling van de term
De oorspronkelijke vorm van de term is alla cappella, Italiaans voor 'op de wijze van de kapel', waarmee wellicht de Sixtijnse Kapel werd bedoeld, die inderdaad een traditie van onbegeleide zang had. De term is later verkort tot a cappella, en is in deze vorm nog steeds gebruikelijk in de internationale, op het Italiaans gebaseerde muziekterminologie. De spelling met enkele p, zoals in het Nederlands, komt ook af en toe voor in oude Italiaanse bronnen; het is eveneens de Latijnse spelling.

## A capella versus begeleid zingen
Zingen a capella verschilt in diverse opzichten van zingen met begeleiding. 
- Bij a-capellazang is het 'geluidweefsel' meestal dunner door het ontbreken van instrumenten, waardoor fouten duidelijker aan het daglicht treden.
- Ook is het intoneren anders:
  - Ten eerste is het lastig om de juiste toonhoogte vast te houden; men intoneert immers op zichzelf en/of andere zangers, dus onderling. Soms blijkt een koor aan het einde van een a-capellastuk wel een halve toon of meer gezakt te zijn (of gestegen, al is dat zeldzamer). De eerste tonen worden daarom vaak voorafgaand aan het zingen aangegeven op een instrument, zodat het koor kan afstemmen op de juiste toonhoogte.
  - Ten tweede zingt men a capella anders dan bij zang met instrumentale begeleiding, omdat instrumenten dwingen tot een bepaalde stemming (rein of getempereerd bijvoorbeeld) waarin gezongen moet worden. (Bij een pianobegeleiding zal een koor anders treffen dan bij bijvoorbeeld een orgel-, koperblazers- of een strijkkwartetbegeleiding.)

## Voorbeelden
Enkele a-capellagroepen waarvan een artikel op Wikipedia staat:
- The Mills Brothers
- Odiel van Caeyzeke
- Voice Male
- Montezuma's Revenge
- Pentatonix
- The Gents
- The King's Singers
- Naturally 7
- Die Prinzen
- Banana Boat
- Miranda Sex Garden
- Van Canto
- Faraualla
- Cimorelli

Verder zijn ook liederen van radicaal soennitische groepen, waaronder met name ISIS, a capella omdat muziekinstrumenten als haram worden beschouwd.